# C17H20O3
化学式C17H20O3（摩尔质量：272.344 g/mol）可能指：
- 阿仑雌酸（英语：Allenestrol） ，CAS号：15372-37-9
- 1,3-二苄氧基-2-丙醇 ，CAS号：6972-79-8

|  | 这个同类索引页列出了具有相同分子式的化学物（即同分異構體）条目。 除非您是有意链接至本页，否则应将相应条目的内部链接指向正确的条目。 |